# Joan de Gant

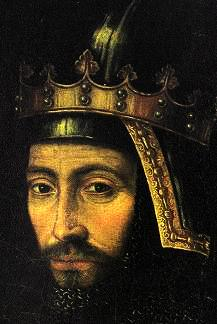
Joan de Gant

Joan de Gant (6 de març de 1340 - 3 de febrer de 1399), el 1r Duc de Lancaster, va ser el tercer fill del rei Eduard III d'Anglaterra que arribà a l'edat adulta.
Després del seu matrimoni amb Blanca de Lancaster i la mort del seu sogre Enric de Grosmont, va rebre en herència les riques terres del Ducat de Lancaster, primer com a comte i després com a duc. Va exercir una notable influència durant el regnat del seu nebot Ricard II en minoria d'edat. També va tenir un paper important durant el període d'inestabilitat que marcà l'última etapa del regnat de Ricard, tot i que procurà que no se l'associés obertament amb els oponents del rei.
Pel seu matrimoni amb Constança de Castella, filla del difunt Pere I de Castella i hereva legítima al tron, durant la Primera Guerra Civil castellana va optar al tron de Castella, que Enric II de Castella va poder consolidar.
Entre la descedència legítima de Joan de Gant hi trobem els tres reis Lancaster: Enric IV, Enric V i Enric VI. També hi trobem Felipa de Lancaster (reina consort de Joan I de Portugal i mare d'Eduard I de Portugal) i Caterina de Lancaster (reina consort d'Enric III de Castella i mare de Joan II de Castella). A més a més dels Beauforts, els fills bastards que tingué amb la seva amant Caterina Swynford que foren legitimitzats amb el matrimoni entre ambdós el 1396, descendia (per línia materna) Enric VII d'Anglaterra de la Casa Tudor.
Quan Joan de Gant va morir el 1399, les seves terres van ser confiscades per la corona, ja que Ricard II havia exiliat el seu fill i hereu, Enric Bolingbroke un any abans. Bolingbroke va tornar i va derrocar l'impopular rei Ricard, iniciant el seu regnat com a Enric IV d'Anglaterra.
Joan de Gant va ser enterrat al costat de la seva primera esposa Blanca de Lancaster a la Catedral de Sant Pau a Londres.

## Descendència
Amb Blanca de Lancaster (casats el 1359)
- Felipa de Lancaster (1360 - 1415). Reina consort de Joan I de Portugal.
- Joan Plantagenet (1362 - 1365).
- Elisabet Plantagenet (1364 - 1425). Casada en primeres núpcies amb Joan Hastings (comte de Pembroke), en segones amb Joan Holland (duc d'Exeter) i en terceres amb Joan Cornwall (Baró Fanhope).
- Eduard Plantagenet (1365 - 1368).
- Enric IV d'Anglaterra (3 d'abril de 1367 - 20 de març de 1413). Conegut com a Enric Bolignbroke.
- Isabela Plantagenet: (1368 - ?). Morí jove.

Amb Constança de Castella (casats el 1371)
- Caterina de Lancaster (1372-1418). Reina consort d'Enric III de Castella.
- Joan (1374-1375)

Amb Caterina Swyford (casats el 1396):
- Joan Beaufort (1373-1410). Comte de Somerset.
- Enric (Cardenal) Beaufort (1375-1447)
- Tomàs Beaufort (1377-1427). Duc d'Exeter.
- Joana Beaufort (1379-1440). Casada en primeres núpcies amb robert Ferrers (baró Ferrers) i en segones amb Rafael Neville (comte de Westmoreland)